# Игуменка (Конаковский район)
Игу́менка — деревня в Конаковском районе Тверской области. Входит в состав Городенского сельского поселения.

## География
Находится в 24 километрах к востоку от Твери на правом берегу Волги. До районного центра Конаково — около 55 км (по автодорогам). Восточнее деревни находится Пансионат Отдыха «Игуменка» — отдельный населённый пункт с населением 140 человек (2010). На территории пансионата располагается детский лагерь практического английского языка "Рекалето".

## История
Согласно ведомости Тверского уезда в селе Игуменки было две церкви, одна во имя Святых мученик Кирика и Улитты, каменная, престолов три: главный холодный Святых Мучеников Кирика и Иулитты, в теплой правый Казанской Божией Матери, левый Вознесения Господня и Святителя Николая. построена в 1764 году, другая во имя Чудотворца Николая, без придела, деревянная, ветхая, построена в 1714-м году.
В Списке населенных мест Тверской губернии 1859 года в Тверском уезде значится владельческое село Игуменка; 17 дворов, 161 житель, православная церковь.
В XIX — начале XX века село относилось к Городенской волости, в 1886 году 23 двора, 148 жителей
С 1929 по 1960 год Игуменка относится к Завидовскому району, в 1940 году в составе Отроковского сельсовета.
С 1965 года — в составе Конаковского района, в 1970-80-е годы жители деревни трудились в ОПХ «Редкинское». В 1992 году было 115 хозяйств, 261 житель.

## Население
| 1859 | 1886 | 2002 | 2010 |
| ---- | ---- | ---- | ---- |
| 161  | ↘148 | ↘18  | ↗19  |